# Oriola (Adelsgeschlecht)

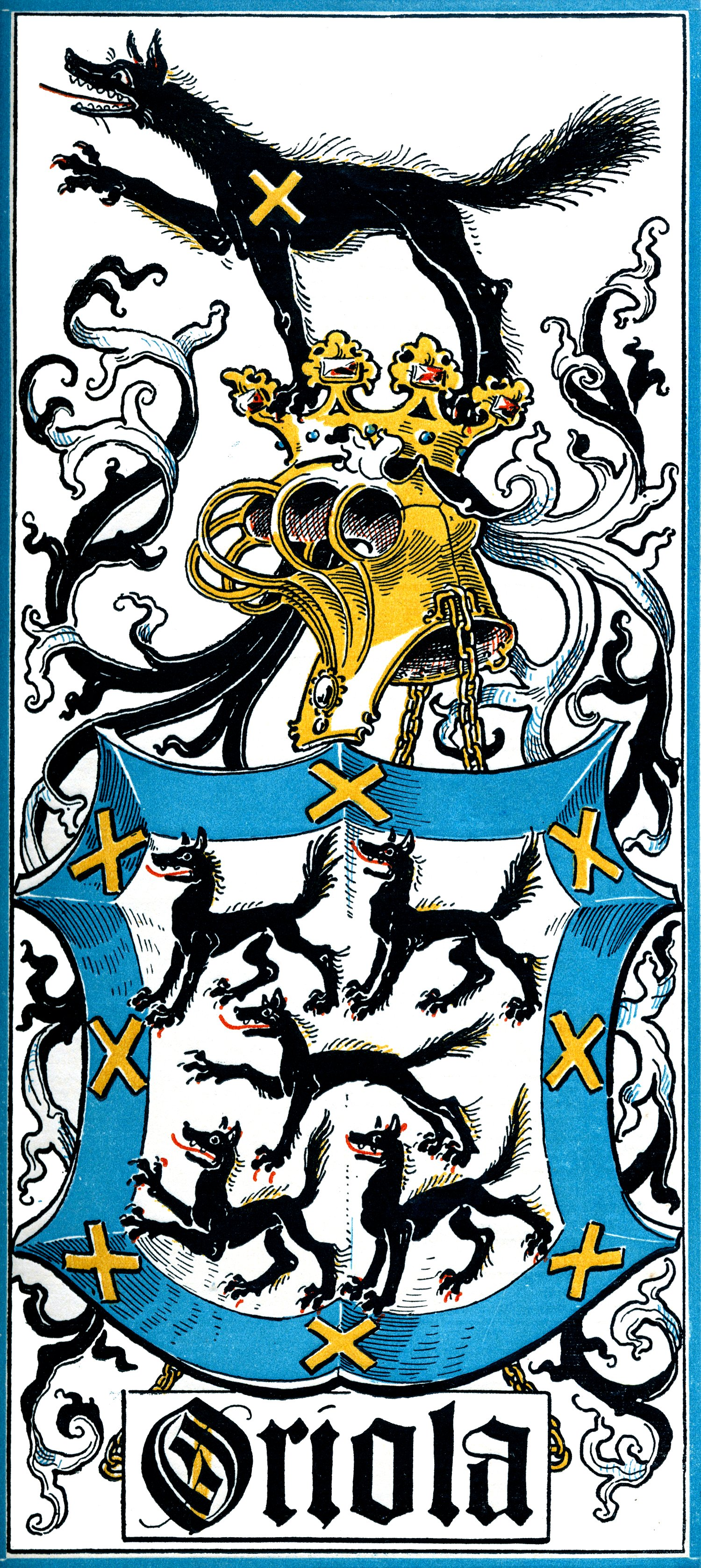
Stammwappen der Grafen Oriola. Zeitgenössische Wappengrafik (Jugendstil) von Otto Hupp im Münchener Kalender von 1903.

Die Grafen von Oriola, auch Oriola de St. Lobo da Silveira, Oriolla und Lobo da Sylveira Conde de Oriola sind eine preußische Familie portugiesischer Abstammung.

## Geschichte
Die Stammreihe der Oriola beginnt mit Martím Affonso de Sousa Chichorro (1355–1415), 19. Prior von Santa Cruz in Coimbra und portugiesischer Hofmeister. Dessen Sohn war Fernando Alfonso de Sousa Chichorro, um 1421 portugiesischer Gesandter in Kastilien, welcher den Namen „da Silveira“ annahm. Die Familie Chichorro sind Nachfahren des fünften Königs von Portugal, Alfons III.
Das Geschlecht Lobo da Silveira hielt seit dem 24. April 1475 durch Alfons V. an den Großkanzler João Fernandes da Silveira (ca. 1420–1484, 5. Senhor de Alvito und 5. Senhor de Oriola), Sohn von Fernando Alfonso de Sousa Chichorro und verheiratet in zweiter Ehe mit Maria de Sousa Lobo (5. Senhora de Alvito, Erbtochter des Hauses Lobo und Grundherrin von Alvito, Villa Nova, Niza de Setúbal, Oriola und Aguiar) verliehen, den Baronstitel von Alvito. Es wurde am 16. September 1653 zu portugiesischen Condes de Oriola (Verleihung durch Johann IV. an Luíz Lobo, 11. Senhor de Oriola, 7. Barão de Alvito) und am 4. Juni 1776 zu portugiesischen Marquez de Alvito (Verleihung durch Joseph I. an José António Francisco Lobo da Silveira Quaresma, 3. Conde de Oriola, 9. Barão de Alvito (1698–1766)) erhoben. Wie aus den Titeln hervorgeht, waren die Stammbesitzungen u. a. die portugiesischen Städte Alvito und Oriola. Einige Angehörige der Familie trugen zusätzlich noch den Titel Dom, welcher neben dem König dem hohen Adel von Portugal vorbehalten war.

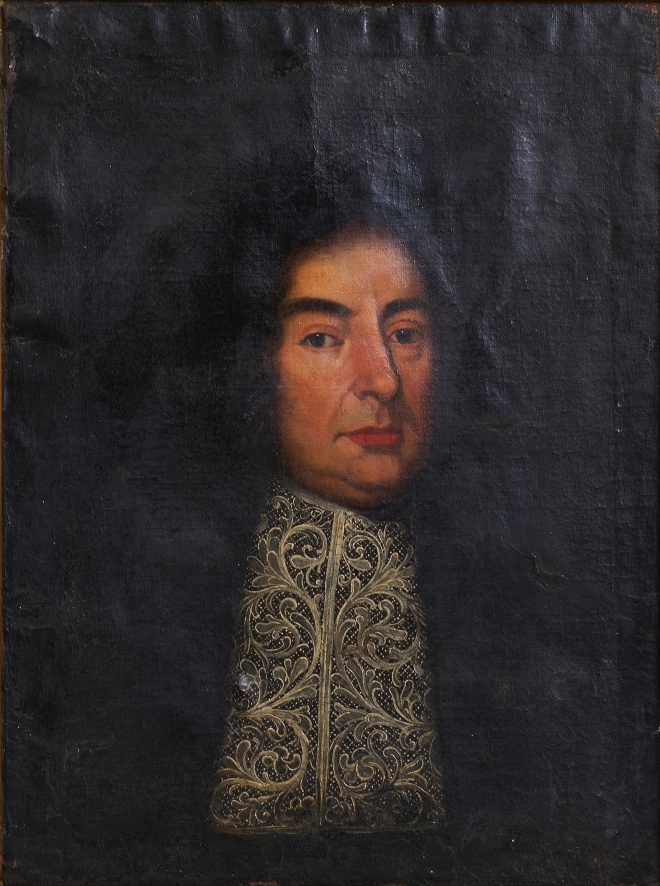
Luís Lobo da Silveira, 2. Conde de Sarzedas (1640–1706), Gouverneur der Algarve

Die portugiesischen Grafen von Sarzedas entstammen ebenfalls dem Geschlecht derer Lobo. Rodrigo Lobo wurde durch die Heirat mit Maria de Noronha, Tochter des 3. Senhor de Sarzedas, zum 4. Senhor de Sarzedas. Sein Enkel Rodrigo Lobo († 1656) wurde 1650 durch König Filipe IV zum Grafen von Sarzedas (Conde de Sarzedas) ernannt. Es folgte als Erbe von Sarzedas der gemeinsame Sohn Luís Lobo da Silveira (1640–1706, 2. Conde de Sarzedas) und dessen Sohn Rodrigo (1663–1730). Dieser hatte nur zwei Töchter. Deshalb ging der Titel an seine weibliche Nachkommenschaft weiter, sodass hier der gemeinsame Mannesstamm der gräflichen Familien von Sarzedas und Oriola beendet wurde. Der erste Graf von Sarzedas, Rodrigo Lobo, war von 1655 bis 1656 Vizekönig und Gouverneur von Portugiesisch-Indien und sein Sohn Luíz, 2. Graf von Sarzedas, wurde Staatsrat und Gouverneur der Algarve.
Der portugiesische Grande und Pair, sowie Gesandte am Preußischen Hof, Joaquim José Lobo da Silveira (geboren in Alvito und 7. Conde de Oriola), ließ sich in Preußen naturalisieren und erhielt am 6. Juni 1822 vom preußischen König das Patent für den preußischen Grafenstand. Seit 1820 durfte er auf brasilianischem Dekret hin den Titel Conde de Oriola führen.
Die Familie Jonquères d’Oriola mit den Nachfahren Pierre Jonquères d’Oriola und Christian d’Oriola ist seit 1485 auf dem Weingut Château de Corneilla-del-Vercol in der französischen Gemeinde Roussillon beheimatet. Die Familie stammte aus der spanischen Stadt Oriola in Katalonien und hat keinen Bezug zu den portugiesischen Grafen de Oriola.

## Besitzungen

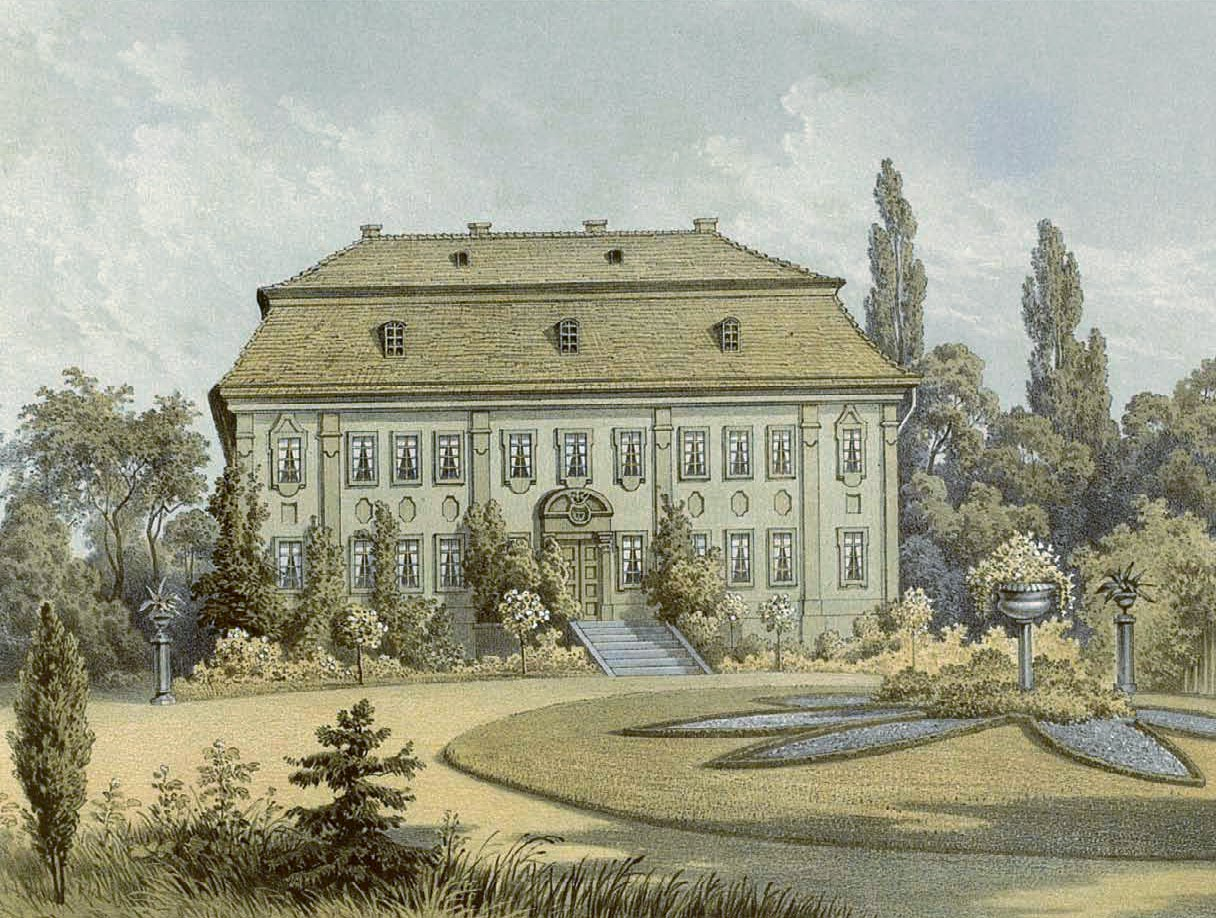
Rittergut Reuden um 1860, Sammlung Alexander Duncker

Besitzung war seit 1822 das Rittergut Waldow bei Frankfurt an der Oder, welches Joaquim José Lobo da Silveira von Karl Lüdke kaufte. Ebenso erwarb er das Rittergut Reuden mit Plieskendorf. Hier starb er auch 1846. Als weiteres Gut wird Ochelhermsdorf mit Ober-Ochelhermsdorf bei Grünberg genannt.
Nach seinem Tod wurde sein Sohn Deodat Joseph Erbherr auf Reuden mit Plieskendorf und blieb es bis ca. 1853. Später wurde er Herr auf Langenhof und Taschenberg bei Bernstadt und Wiersbel bei Falkenberg. Durch Heirat 1852 war er auch Erbherr auf Kuchendorf bei Reichenbach geworden.
Waldemar von Oriola wurde durch Heirat 1884 zum Herr über das Schlossgut Büdesheim. 1885 ließ er dort das Neue Schloss Büdesheim errichten.
Auch Ralph von Oriola war durch Heirat Herr auf zwei Gütern geworden. 1928 wurde er Herr auf Niederschmölen bei Bennewitz und Engelsdorf bei Leipzig. Beide Güter wurden 1945 enteignet.

## Wappen
Das Wappen zeigt innerhalb eines mit acht goldenen Andreaskreuzen belegten blauen Schildrandes in Silber fünf (2:1:2) schreitende rot bewehrte schwarze Wölfe. Auf dem bekrönten Helm mit blau-silbernen Helmdecken ein schreitender schwarzer Wolf, dessen Hals mit einem goldenen Andreaskreuz belegt ist.
Das Wappen ist im Zusammenhang mit dem Namen Lobo da Silveira redend zu sehen, was aus dem portugiesischen übersetzt „Wolf aus dem Dornengestrüpp“ bedeutet. Eine ähnliche Symbolik findet sich im Wappen des portugiesischen Ortes Oriola.

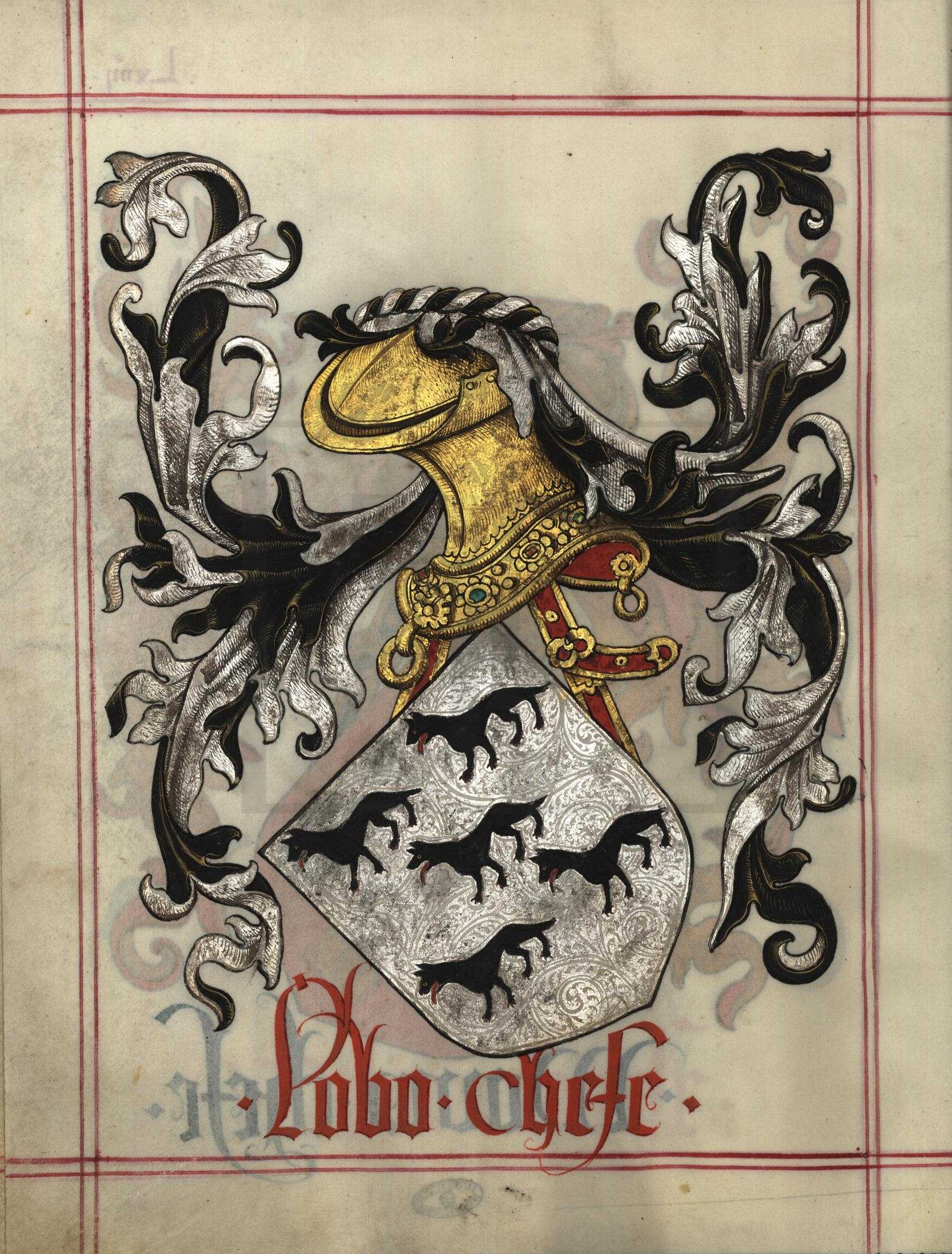
1.
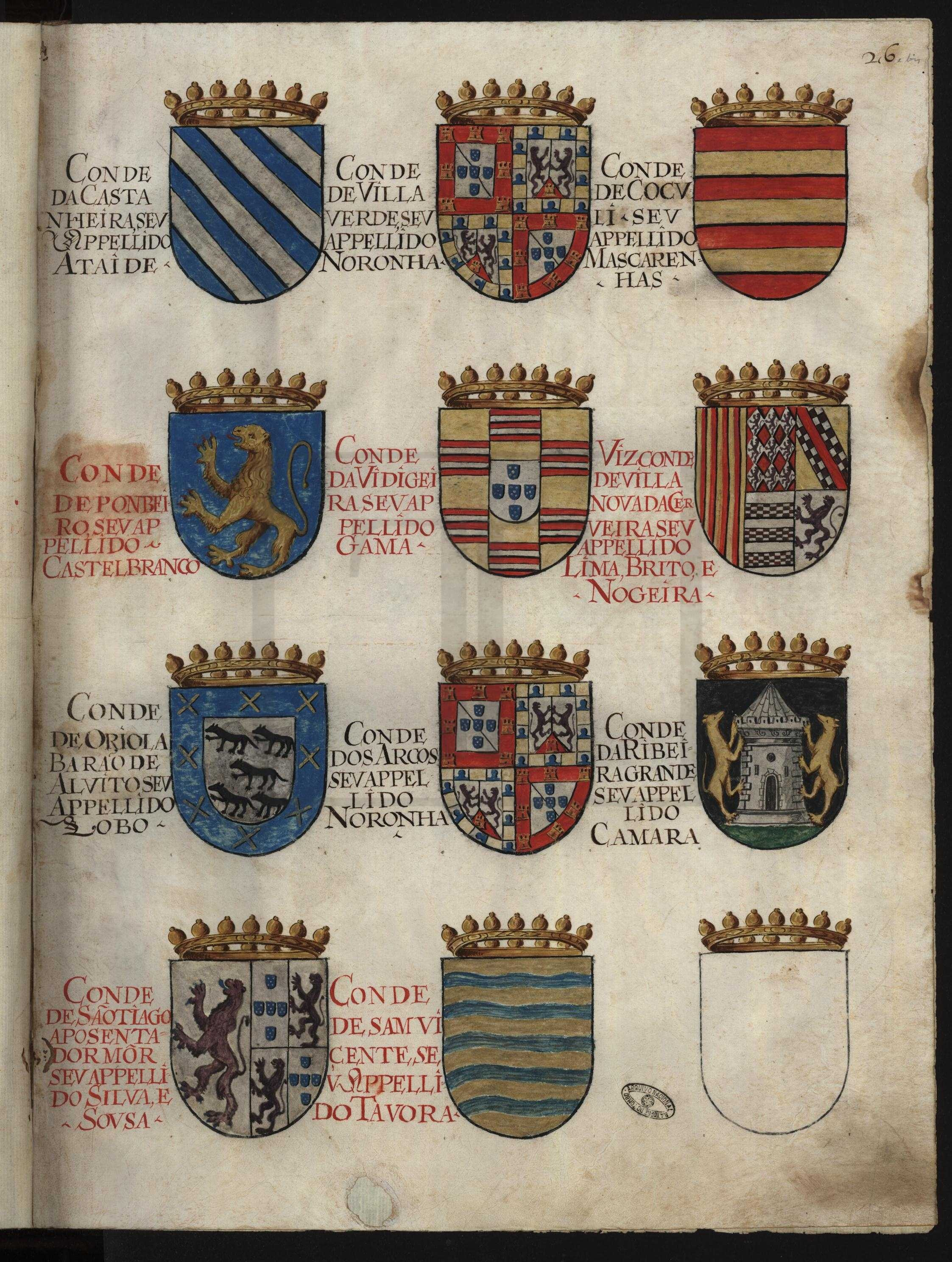
2.
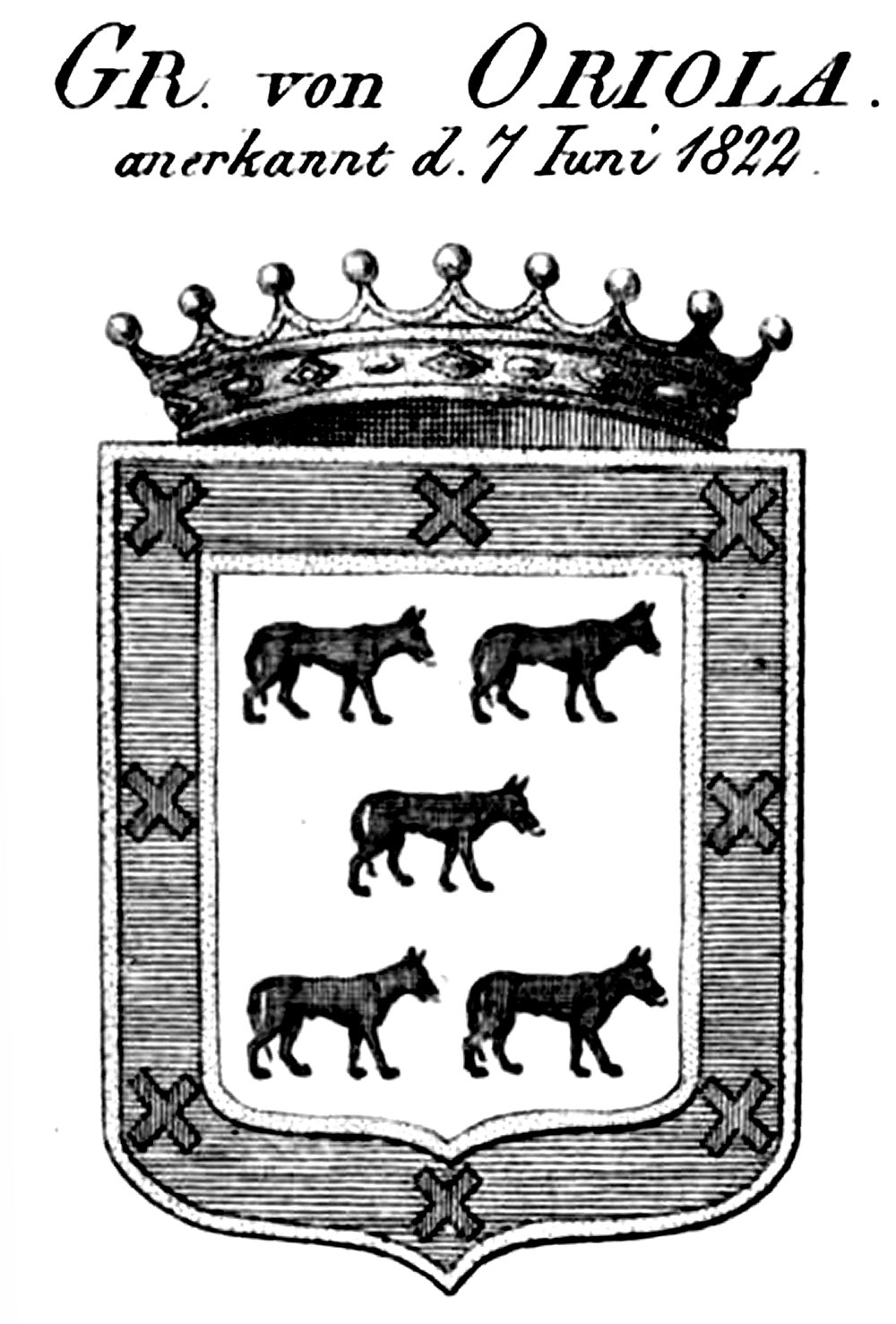
3.
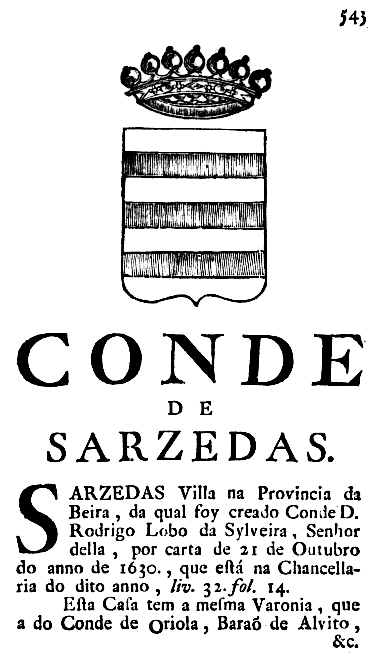
4.
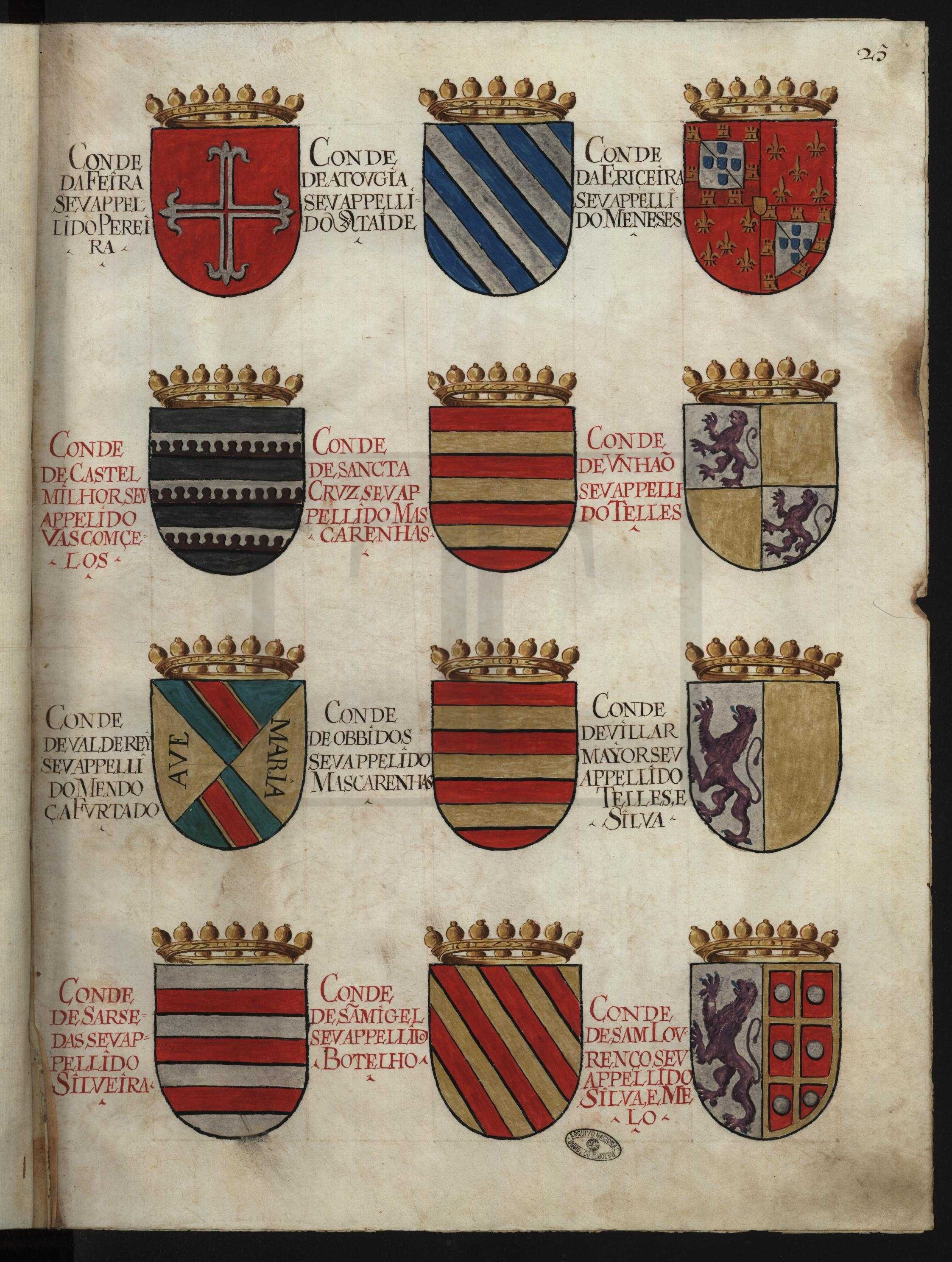
5.
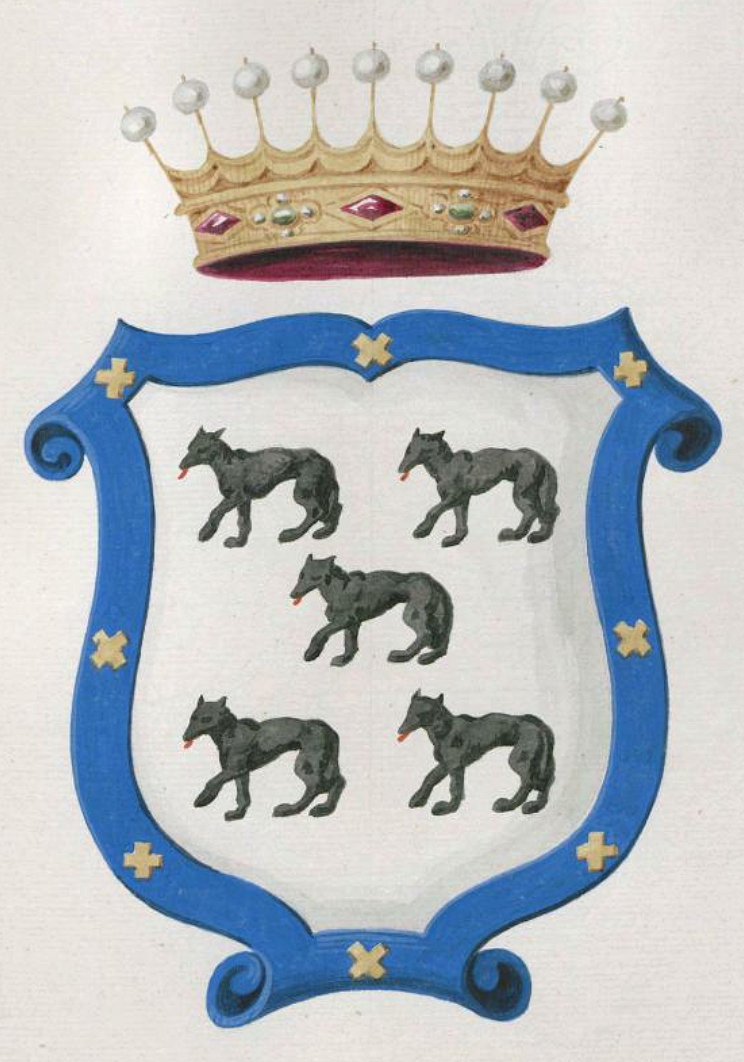
6.

1. Das redende Familienwappen derer Lobo („Wolf“) mit den fünf Wölfen im portugiesischen Livro do Armeiro-Mor, 1509
2. Das redende Familienwappen mit fünf Wölfen im portugiesischen Thesouro de Nobreza, 1675: Conde de Oriola, Barao de Alvito, seu appellido Lobo (Graf von Oriola, Baron von Alvito, genannt Wolf (=Lobo))
3. Das Wappen der preußischen Grafen von Oriola im Tyroff’schen Wappenbuch des höheren Adels der deutschen Bundesstaaten, 1846–1865
4. Wappen der mit den Grafen von Oriola stammverwandten Grafen von Sarzedas in Memorias Historicas e Genealogicas dos Grandes de Portugal, 1755: „Esta Casa tem a mesma Varonia, que a do Conde de Oriola, Barão de Alvito“ („Dieses Haus hat dieselbe männliche Abstammungslinie wie die Grafen von Oriola, Barone von Alvito“)
5. Wappen der mit den Lobo da Silveira, Grafen von Oriola und Baronen von Alvito, stammverwandten Lobo da Silveira, Grafen von Sarzedas, im Thesouro de Nobreza, 1675: Conde de Sarsedas, seu appellido Sîlveîra (Graf von Sarzedas, genannt Silveira)
6. Wappen des Alphons Henrik Graf Oriolla, 1857 Ritter des Dannebrogordenens[24]

## Stammliste der preußischen Linie
- Joaquim von Oriola (1772–1846), portugiesischer Diplomat, ⚭ Sophia Amalie Murray-Atholl (1787–1862)
  - Fernando von Oriola (1807–1842), preußischer Leutnant
  - Eduard Ernst von Oriola (1809–1862), preußischer Generalleutnant, ⚭ Maximiliane von Oriola, geb. von Arnim (1818–1894), Berliner Salonière
    - Waldemar Joachim Freimund von Oriola (1854–1910), deutscher Politiker, ⚭ Anna Maria Berna, geb. Christ (1846–1915)
    - Armgard Bettina Sophie von Oriola (1856–1938) ⚭ Albert Eperjesy von Szászváros und Tóti (1848–1916), österreichisch-ungarischer Gesandter
    - Joachim Roderich Salvator von Oriola (1858–1907), deutscher Marineattaché und Mitglied am Reichsmilitärgericht ⚭ Maria Gräfin von Hartmann (1880–1951)
    - Dolores Marie Luise von Oriola (1859–1912)
    - Roderich Deodat Wilhelm Albert Eduard von Oriola (1860–1911), preußischer Rittmeister a. D.
⚭ 1884 Irene Gräfin von Flemming (1864–1946), geschieden 1885 ⚭ John Forbes-Mosse († 1904)[25]
⚭ 1902 Maja von Karass (1880–1945)

  - Alphonse Heinrich von Oriola (1812–1863), preußischer Diplomat
  - Deodat Joseph von Oriola (1820–1873), preußischer Regierungsassessor, ⚭ Sophie zur Lippe-Weißenfeld (1827–1893)
    - Johanna Luise Sophie von Oriola (* 1853) ⚭ Franz von Humbracht († 1897)
    - Fernando Joachim Alfons von Oriola (1855–1925), preußischer Rittmeister, ⚭ Lory Gräfin von Wengersky (1861–1934)
      - Eleonore Sophie Maria Oktavie von Oriola (* 1884) ⚭ Gisbert von Ellerts (1875–1956)
      - Elisabeth Marie von Oriola (1891–1982) ⚭ Hans Theodor von Ravenstein (1889–1962)

    - Eleonore Auguste Sophie von Oriola (* 1857) ⚭ Karl von Raczeck († 1913)
    - Joachim Deodat Leo von Oriola (1860–1930)
⚭ Adele Gräfin von Wengersky (1869–1903)
⚭ Helene Freiin von Strachwitz (1866–1919)
    - Eduard Joachim Heinrich von Oriola (1863–1927), preußischer Oberstleutnant, ⚭ Margarete Freiin von Lüttwitz (1863–1940)
      - Ralph Georg Edgar Joachim Eddo von Oriola (1895–1970), deutscher General der Infanterie

  - Luise von Oriola (1824–1899), Hofdame der Kaiserin Auguste Viktoria
  - Mathilde von Oriola (1827–1889) ⚭ Karl von Werther (1809–1894), deutscher Diplomat

## Bekannte Personen
- Dom Sebastião Lobo da Silveira, Gouverneur von Macau (1638–1645), Sohn von Luis Lobo, 5. Senhor de Sarzedas
- José Maria de Almada Castro e Noronha da Silveira Lobo (1779–1854), portugiesischer Politiker und 1. Graf von Carvalhais